# Stelle principali della costellazione del Toro
Segue un prospetto delle stelle principali della costellazione del Toro, elencate per magnitudine decrescente.